# Râul Mărtinia
Râul Mărtinia este un curs de apă, afluent al râului Sebeș. 